# Jalkapallon suomenmestaruuskilpailut 1921
Třináctý ročník Jalkapallon suomenmestaruuskilpailut (Finského fotbalového mistrovství) se konal za účastí čtyř klubů.
Vítězem turnaje se stal poprvé ve své klubové historii HPS, který porazil ve finále HJK 1:1 a 2:1.